# قهوة مكياتو

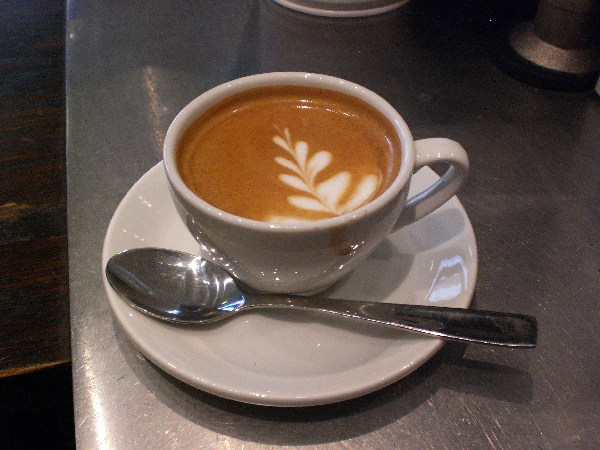
فنجان من قهوة مكياتو

قهوة مكياتو ويُطلق عليها أيضًا مكياطة، هي قهوة اسبرسو مضافًا إليها كمية صغيرة من رغوة الحليب، وتعني التسمية في اللغة الإيطالية «قهوة متسخة» أو «قهوة مع بقعة حليب».

## الأصل
أُبتكرت ماكياتو لتصبح حلاً وسطًا بين قهوة الإسبريسو الصباحية ومشروبات القهوة الحليبية مثل الكابتشينو، ليست قوية جدا مثل الإسبريسو وفي نفس الوقت أقوى من الكابتشينو.
يرجع أصل معظم أنواع القهوة المحتوية على الحليب إلى إيطاليا وكلمة ماكياتو الإيطالية تعني بقعة في اللغة العربية.
يتكون كلاً من إسبريسو ماكياتو ولاتيه ماكياتو من الإسبريسو+الحليب ولكن بنسب مختلفة ويمكن القول أن اسم ميكاتو يعني تبقيع الاسبريسو والحليب أحدهما بالأخر، لنضع في الاعتبار أن الاسم يعني تبقيع وليس تخفيف، أي أن أحد المكونين أساسي ويصبغ ببقعة من الأخر.

### إسبريسو ماكياتو “espresso macchiato”
يسمى “cafe macchiato” في اللغة الإيطالية وهو الأصل لهذا المشروب وهنا قهوة الإسبريسو هي الأساس ويضاف إليها كمية صغيرة من الحليب توصف ببقعة الحليب، بالمقارنة بباقي مشروبات القهوة المحضرة من الإسبريسو تحتوي ماكياتو على كمية كبيرة من الإسبريسو.
لتحضيرها حضر جرعة تقليدية من الإسبريسو ثم أضف 1-2 ملعقة صغيرة من الحليب المسخن بالبخار، تقدم في أكواب صغيرة مصنوعة من الزجاج أو السيراميك.

### لاتيه ماكياتو “latte macchiato”
يمكن وصفه بمتورط أكثر من نظير، في هذه الحالة الحليب المسخن بالبخار هو المكون الأساسي ومضاف إليه كمية صغيرة من الاسبريسو، يختلف لاتيه ماكياتو عن اللاتيه لاحتوائه على كمية أكبر من الحليب وكمية أقل من الاسبريسو، يتكون من طبقات الحليب الأكثر كثافة في الأسفل ثم طبقة الاسبريسو وأخيراً الفوم على الوجه.
يبدأ الباريستا بكوب زجاجي (12 oz) لا بد أن يكون من الزجاج لترى الطبقات بوضوح، يملئ 1/3 أو 1/2 الكوب بالحليب، يكمن السر في سرعة إضافة الاسبريسو للحليب لتتكون الطبقات، تصب جرعة الاسبريسو وأحياناً أقل من جرعة كاملة على الحليب ببطء، يستخدم بعض الباريستا ظهر الملعقة لصب الاسبريسو والبعض يفضل إضافتها في منتصف الكوب لتشكل بقعة.

## معرض صور

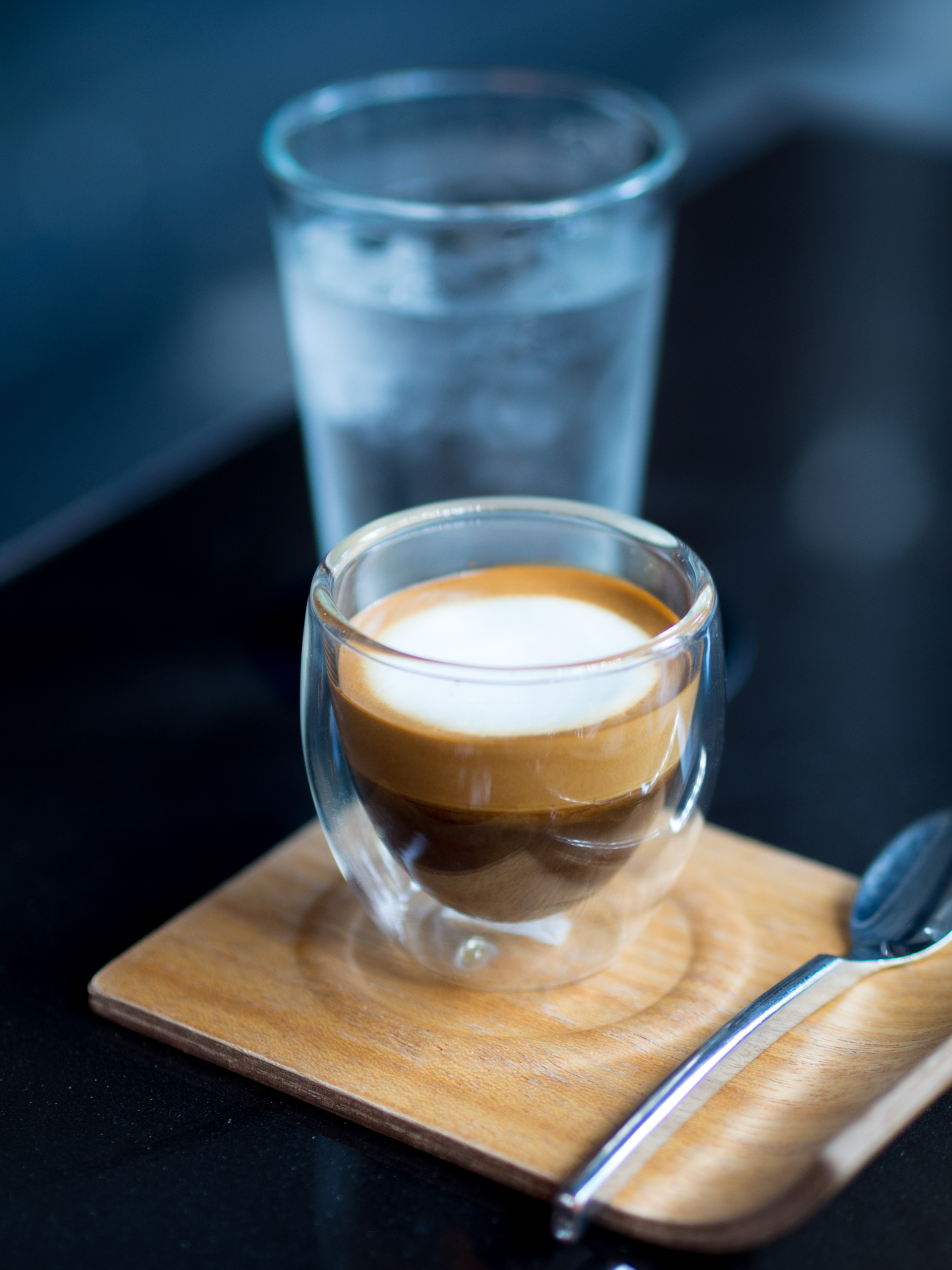
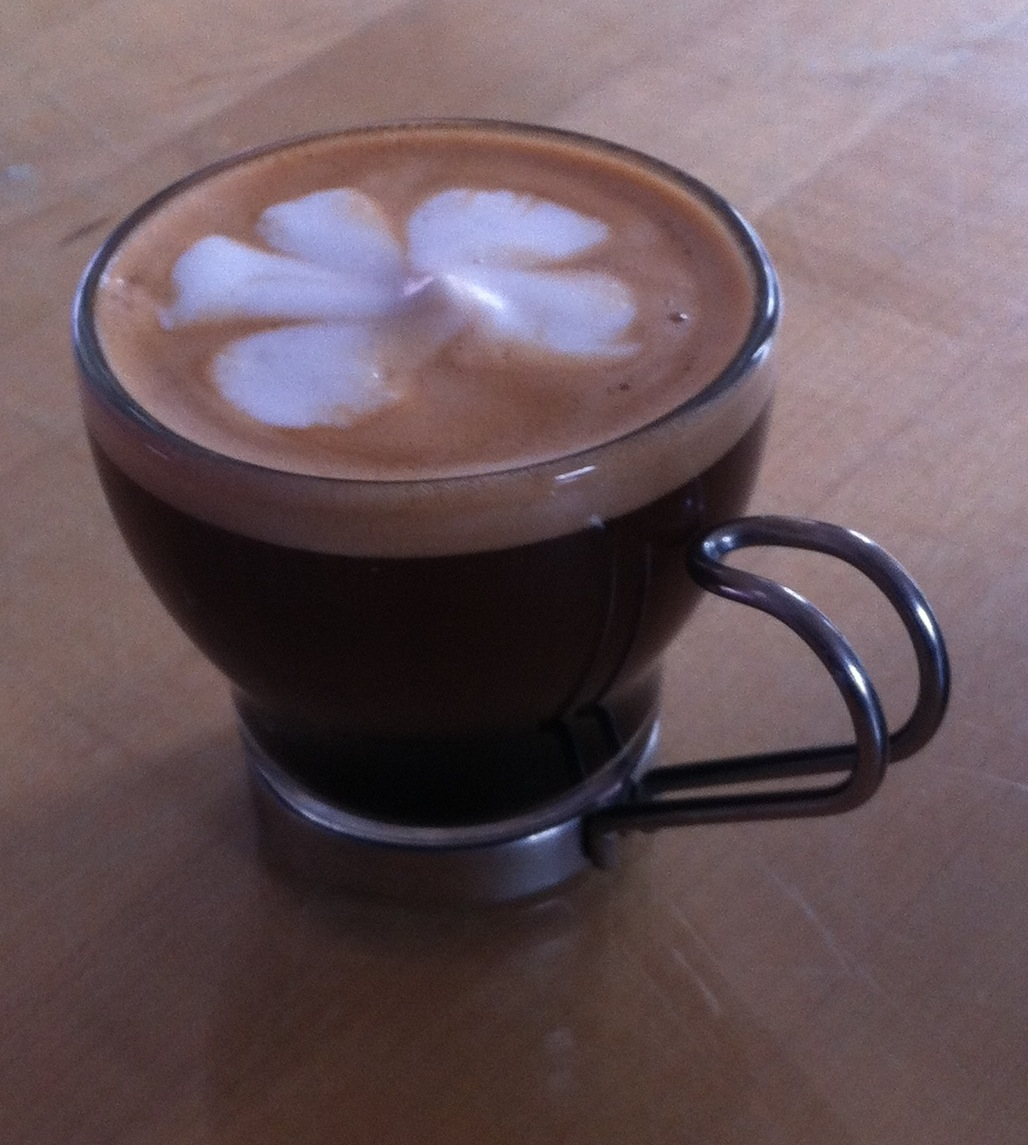
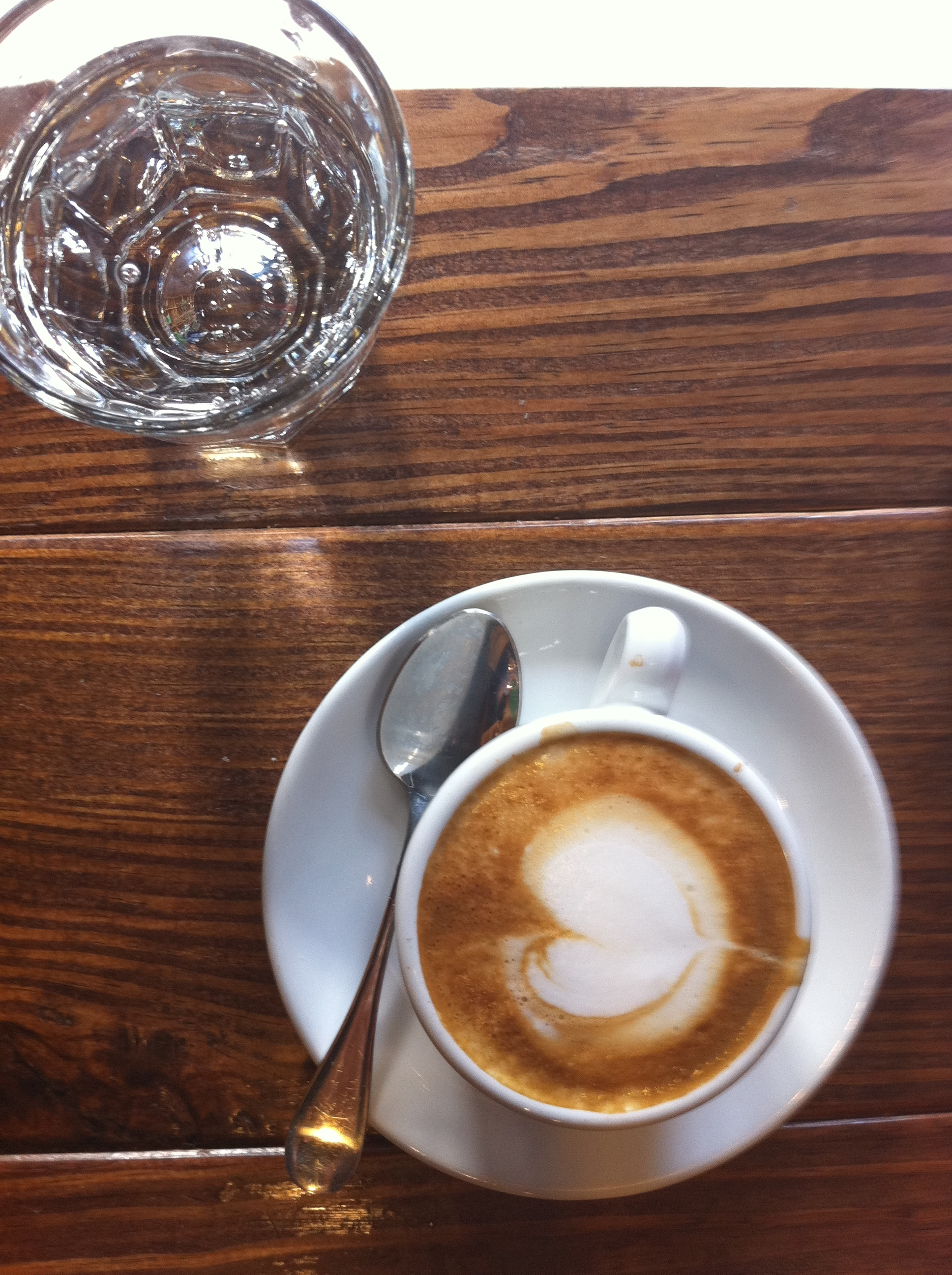
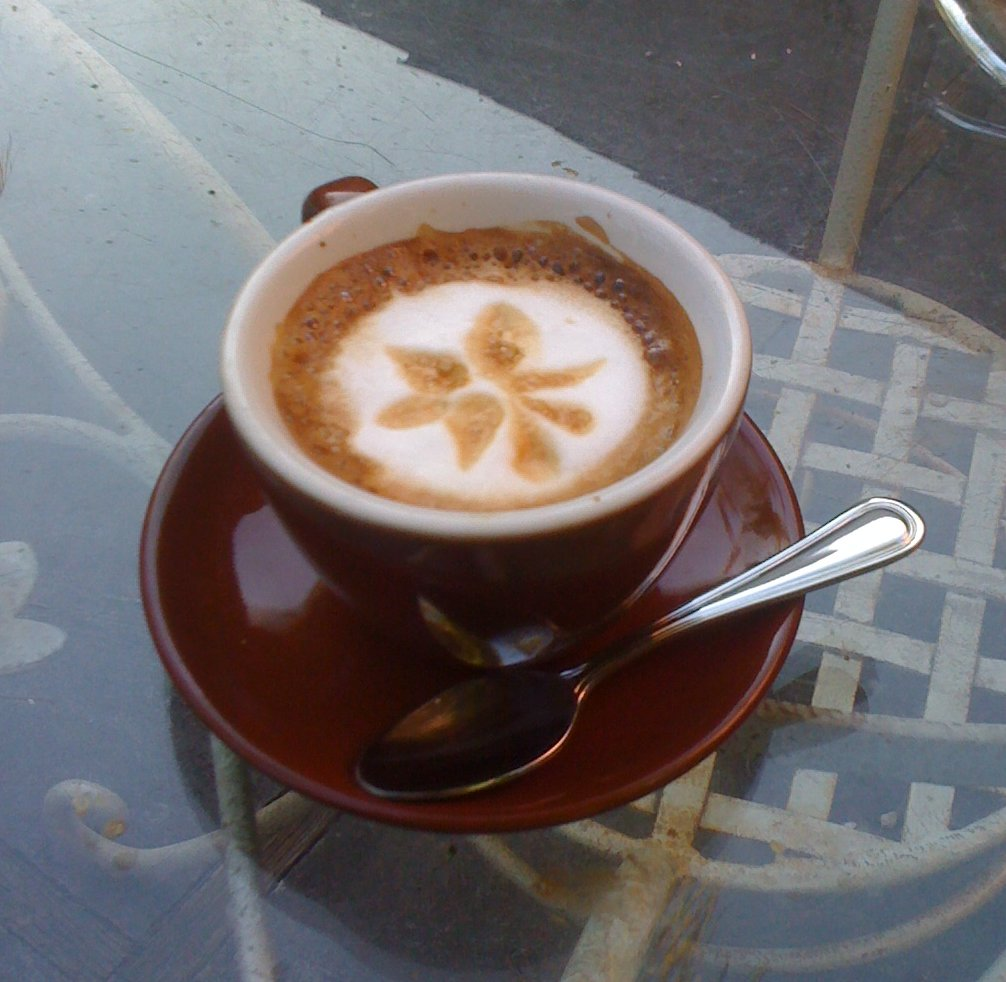
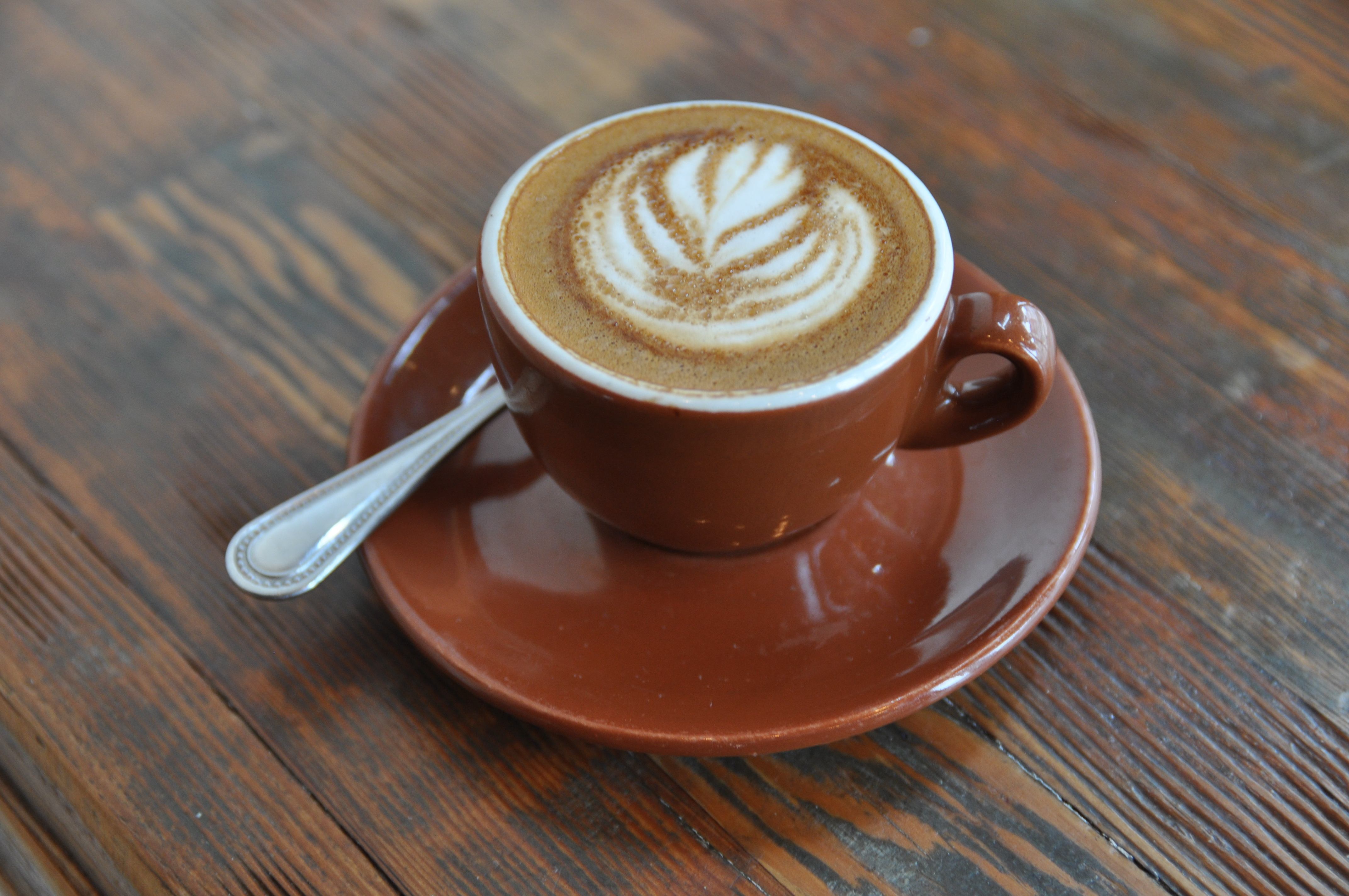
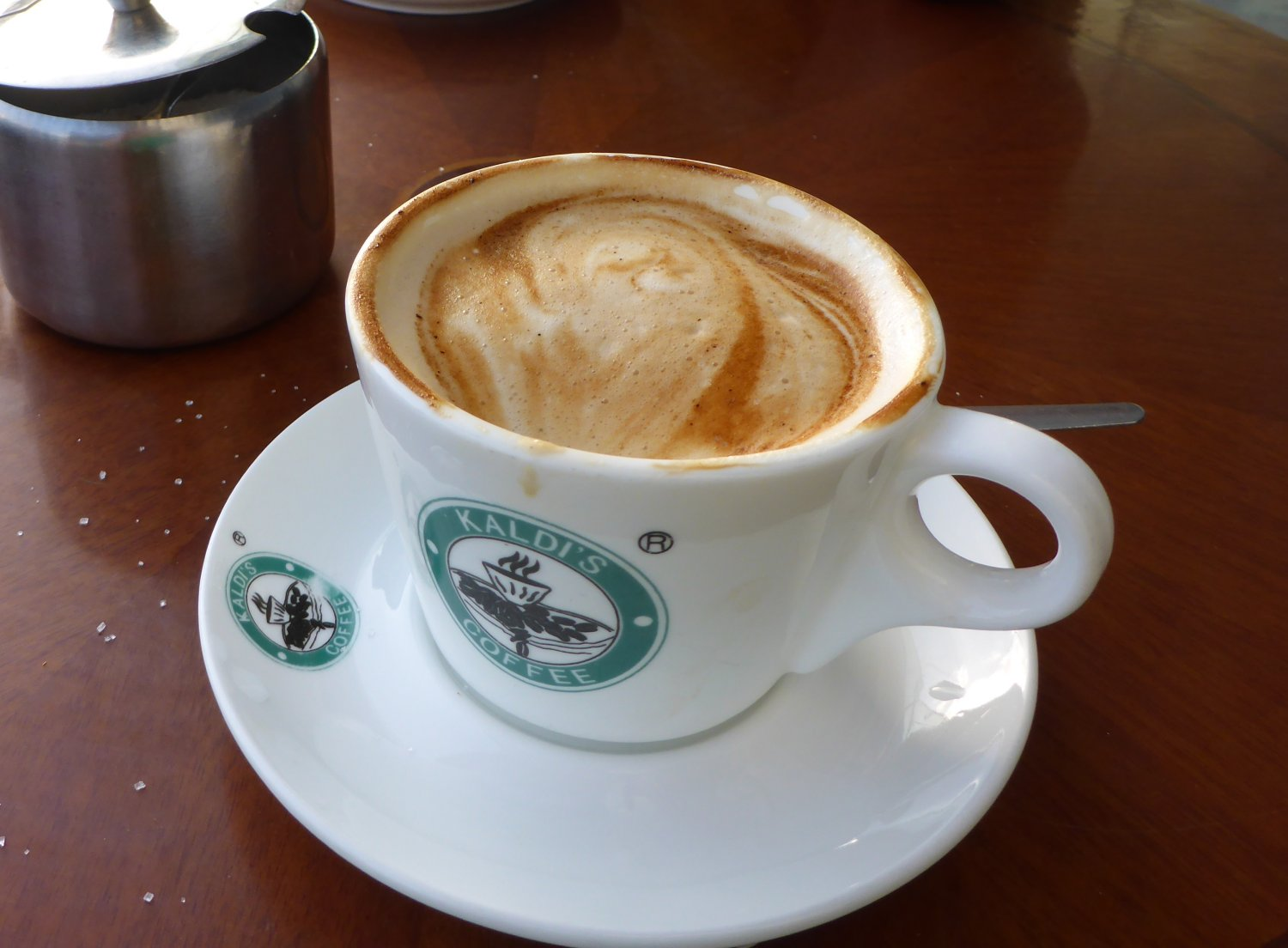

- ملف:ميكاتو ساخن..jpg